# Abai
Abai is een bestuurslaag in het regentschap Solok Selatan van de provincie West-Sumatra, Indonesië. Abai telt 4450 inwoners (volkstelling 2010).